# Zuoyunlong
Zuoyunlong („drak z prefektury Zuoyun“) byl rod iguanodontního býložravého dinosaura, žijícího v období rané svrchní křídy (geologický věk cenoman, před 100 až 94 miliony let) na území dnešní východní Číny (provincie Šan-si). Jedná se o jednoho z mnoha čínských dinosaurů, popsaných po roce 2000.

## Objev a velikost
Fosilie tohoto ornitopodního dinosaura byly objeveny v sedimentech souvrství Ču-ma-pchu (anglicky Zhumapu) a mají stáří asi 95 milionů let. Objeveny byly části neúplně zachované kostry, sestávající hlavně z fragmentů pánevních kostí. Délka dinosaura je odhadována asi na osm metrů, a to na základě fragmentu kosti kyčelní o zachované délce 62 centimetrů. Holotyp nese katalogové označení SXMG V 00 004 a byl objeven členy vědeckého týmu Regionální geologické služby provincie Šan-ti. Formálně byl ornitopod popsán týmem čínských paleontologů v roce 2017.

## Vývojové vazby
Kladistická analýza ukázala, že se jedná o vývojově primitivního (bazálního) zástupce skupiny Hadrosauroidea a o sesterský taxon rodu Probactrosaurus. Je možné, že Zuoyunlong má blízko k evolučnímu rozdělení asijských a severoamerických hadrosauroidů, ke kterému zřejmě došlo právě v období cenomanu (jak ukazují i objevy rodu Eolambia a Protohadros z USA).